# Tours
Tours [tu(ː)ʁ] ist die Hauptstadt (préfecture) des französischen Départements Indre-et-Loire in der Region Centre-Val de Loire. Tours hat 138.668 Einwohner (Stand 1. Januar 2022) und liegt an der Loire und am Cher, zwischen Orléans und der Atlantikküste.
Der Name der Stadt leitet sich vom gallischen Stamm der Turonen ab.

## Geographie

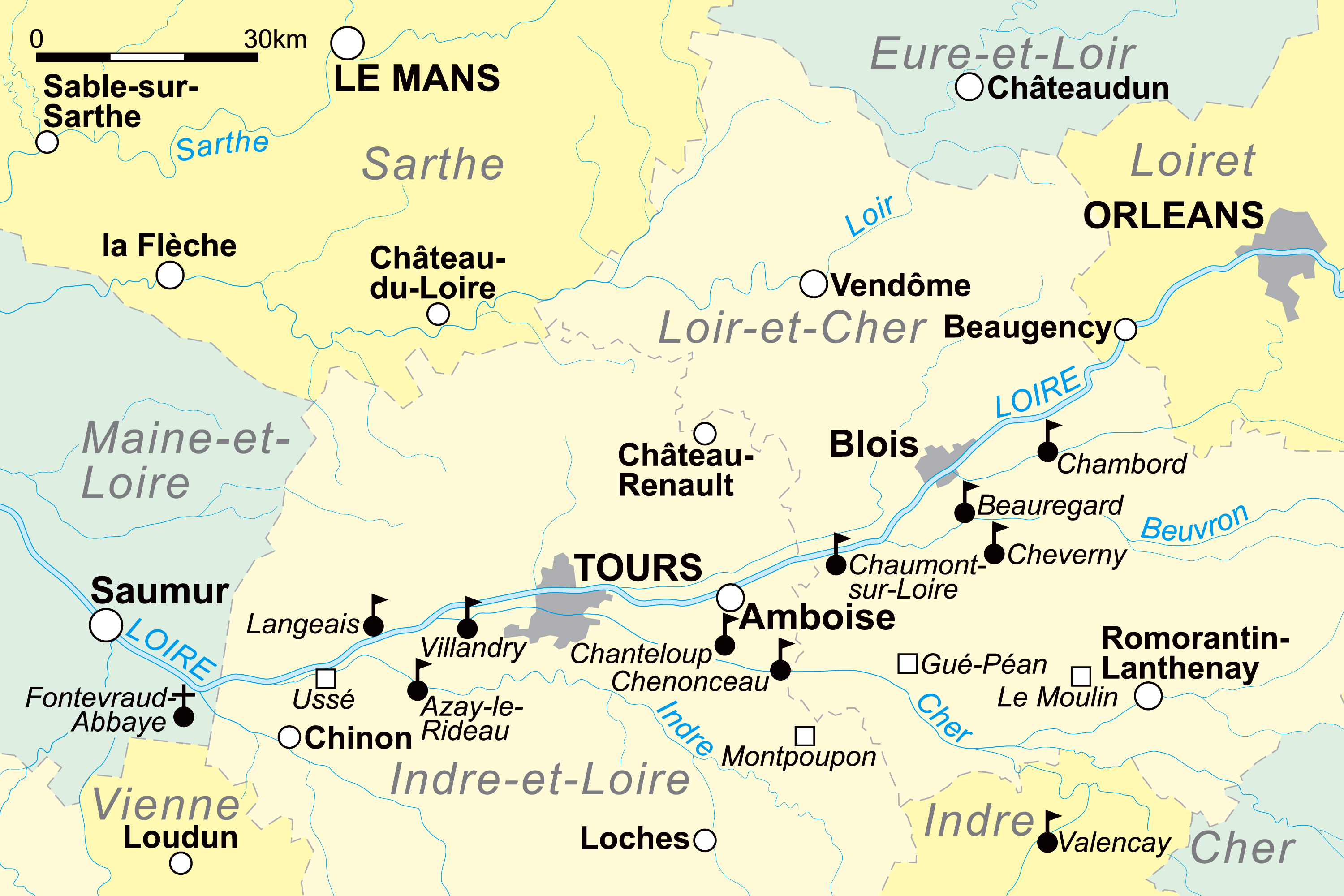
Tours an der Loire

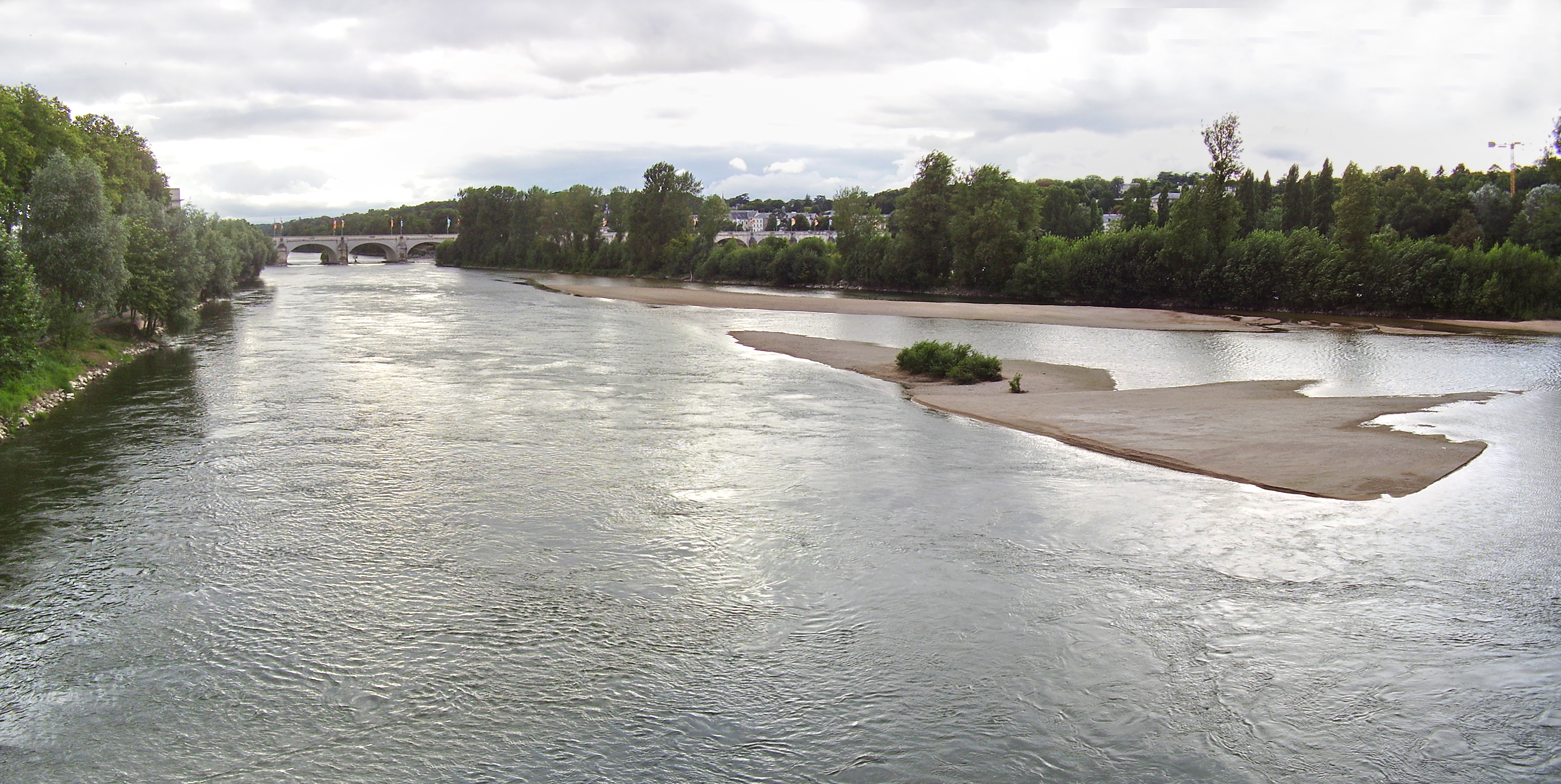
Loire

Das Stadtzentrum mit den beiden Eilanden Île Simon und Île Aucard liegt östlich der Mündung des Cher in die Loire. Beide Flüsse durchfließen in etwa drei Kilometern Abstand parallel zueinander die Stadt. Das Nordufer der Loire, mit dem Quartier Saint-Symphorien, ist nur gering bebaut.
Im Cher liegt die weit größere Insel Île Honoré de Balzac. Im 17. Jahrhundert waren Tours fünf Inseln vorgelagert, die im Verlauf der späteren Stadtentwicklung jedoch abgetragen oder miteinander verbunden wurden.

## Geschichte

### Antike
In vorrömischer Zeit besiedelten die keltischen Turonen eine Anhöhe am rechten Ufer der Loire, die von den Römern später Caesarodunum (Cäsarenhügel) genannt wurde und in dessen Nähe ein wichtiger Straßenknotenpunkt lag. Im Jahr 275 erlitt Tours bei einem Angriff Zerstörungen und erhielt darum Ende des 3. Jahrhunderts eine befestigte Stadtmauer.
In der zweiten Hälfte des 3. Jahrhunderts wird der Heilige Gatianus als erster Bischof von Tours genannt. Er förderte hier die Verbreitung des Christentums. Die erste Kirche wurde etwa hundert Jahre später von seinem Nachfolger Litorius gebaut. Der Heilige Martin, im Jahr 372 zum dritten Bischof von Tours geweiht, ließ Gatianus’ Gebeine in diese Kirche überführen. Baumaterial war überwiegend der lokal abgebaute Kalktuff.
374 wurde Tours Hauptstadt der Gallia Lugdunensis III. Etwa zu Beginn des 5. Jahrhunderts fand die Namensänderung der Stadt von Caesarodunum in Civitas Turonorum statt. Die Einwohner schlossen sich 435 dem aremorischen Bund an. 473 wurde die Stadt von den Westgoten unter Eurich erobert. Das Volk der Touraine war aber gegen den arianischen Glauben ihrer neuen Herren eingestellt. Der aus der Dynastie der Merowinger stammende Frankenkönig Chlodwig kam 508, ein Jahr nach seinem Sieg in der Schlacht von Vouillé über Alarich II., nach Tours, wo er der Basilika des Heiligen Martin viele von Alarich erbeutete Schätze weihte. Hier empfing er eine Gesandtschaft des oströmischen Kaisers Anastasios I., die ihm seine Ernennung zum Konsul (wahrscheinlich Ehrenkonsul) und Patricius samt zugehörigen Insignien und Gewändern überbrachte.

### Mittelalter
Seit Chlodwigs Einzug in Tours gehörte diese Stadt zum Fränkischen Reich. Die Grabstätte des Heiligen Martin wurde nun ein beliebtes Pilgerziel, was der Stadt Tours als Wahlheimat des Nationalheiligen eine besondere symbolische Bedeutung verlieh.
Bei der Reichsteilung nach Chlodwigs Tod (511) fiel Tours an dessen Sohn Chlodomer. Als dieser 524 im Burgundenkrieg gefallen war, kam Tours in den Besitz seines Bruders Chlothar I. Ab 558 beherrschte Chlothar wieder das gesamte Frankenreich, starb aber bereits 561. Nun gehörte Tours zum Königreich von Chlothars Sohn Charibert I. Nach Chariberts Tod 567 fiel die Stadt an seinen Bruder Sigibert I. und damit an Austrasien, doch wurde Sigibert der Besitz von Tours von seinem Halbbruder Chilperich I. streitig gemacht. In der Folge wurde Tours mehrfach von der einen und dann wieder von der anderen Streitpartei erobert und auch geplündert, was selbst der dortige Bischof Gregor von Tours, Verfasser einer Geschichte der Franken, nicht verhindern konnte. Durch den Vertrag von Andelot (587) kam Tours wieder zu Austrasien.
732 schlug Karl Martell die Mauren in der Schlacht von Tours und Poitiers vernichtend, wobei der Anführer der Mauren, Abd ar-Rahman, fiel. Dieser Sieg Karl Martells verhinderte eine weitere Ausbreitung des islamischen Einflussbereichs. Unter Karl dem Großen war Tours Mittelpunkt der karolingischen Renaissance mit einer bedeutenden Buchmalerei und der Schule Alkuins, eines Abts von Saint-Martin de Tours, der hier am Ende des 8. Jahrhunderts erste Theologie- und Philosophievorlesungen hielt.
Tours wurde Hauptstadt einer fränkischen Grafschaft, die sich im frühen 9. Jahrhundert im Besitz der Etichonen befand und dann in den Herrschaftsbereich der Robertiner kam. 853 und 903 fiel Tours plündernden Wikingern (Loire-Normannen) zum Opfer. Der Vorort von Tours, in dem die Basilika und Abtei Saint-Martin de Tours standen und der sich unter dem Namen Martinopolis zu einer eigenen bedeutenden Gemeinde entwickelt hatte, wurde daraufhin mit einer starken, von 906 bis 910 errichteten Stadtmauer umgeben und erhielt den Namen Châteauneuf. Die Einwohner dieses Vororts revoltierten öfters gegen das Kapitel von Saint-Martin, um mehr kommunale Rechte zu erhalten; und erst später wurden ihnen diese Privilegien von den französischen Königen bestätigt.
Theobald der Alte nahm um 909 die Grafschaft Tours für das Haus Blois in Besitz. Dessen Vertreter trugen in der Folge einen langen Machtkampf gegen Angehörige des Hauses Anjou um die Vorherrschaft in Westfrankreich aus. Theobald III. von Blois musste die Touraine nach seiner Niederlage in der Schlacht bei Nouy 1044 endgültig an Gottfried II. von Anjou abtreten.
Ende des 11. Jahrhunderts fiel die Touraine an die Plantagenets, und als diese 1154 zu Königen von England avancierten, wurde auch die Touraine Teil ihres Angevinischen Reiches. Während der Herrschaft Johanns Ohneland konnte König Philipp II. August von Frankreich 1205 das Gebiet für Frankreich zurückgewinnen. Aber erst Heinrich III. von England trat seine Ansprüche auf Tours und die Touraine 1259 endgültig an König Ludwig IX. von Frankreich ab. Ab 1360 wurde die Touraine als Herzogtum an nachgeborene französische Prinzen vergeben.
Ludwig IX. der Heilige ließ ab 1266 in Tours den “grossus denarius Turonus” (deutsch: „dicker Denar von Tours“, Turnose) im Gegenwert von 12 Deniers prägen (12 Deniers = 1 Sol = 1/20 Livre der Währung von Tours).

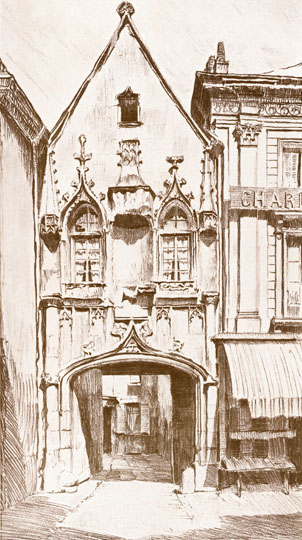
Das gotische Haus

1354 war Tours mit dem nahe gelegenen Châteauneuf vereinigt und mit einer gemeinsamen Stadtmauer umgeben worden. König Karl VII. residierte oft und gern in der Umgegend, und Ludwig XI. kaufte 1463 das Schloss Plessis-lès-Tours, das sich im unmittelbar westlich von Tours gelegenen La Riche befindet. In diesem Schloss wohnte Ludwig XI. öfters und hier starb er auch 1483. Tours stieg somit zur königlichen Nebenresidenz auf und zählte im 15. Jahrhundert bis zu 75.000 Einwohner. Hier versammelten sich oft die französischen Generalstände, so unter Ludwig XI. 1470, Karl VIII. 1484 und Ludwig XII. 1506.
1855 wurden Reste eines der größten Amphitheater des Römischen Reichs aufgefunden. Es befand sich unmittelbar hinter der heutigen Kathedrale, wurde im 1. Jahrhundert errichtet, hatte elliptische Form und wies nach seiner Vergrößerung im 2. Jahrhundert Achsenlängen von etwa 156 m und 134 m auf.

### Religionsgeschichtliches: Konzile in Tours
Tours war der Schauplatz mehrerer Konzile. Die ersten drei wurden 461, 567 und 813 abgehalten und beschäftigten sich meist mit der Kirchendisziplin. Bei einem weiteren Konzil, das im Jahr 1050 stattfand, wurde der Theologe Berengar von Tours von Lanfrank von Bec widerlegt, als Häretiker denunziert und von Papst Leo IX. verurteilt. Auf dem Konzil von 1096 unterwarf sich Bischof Otto von Straßburg dem Papst Urban II. und wurde unter der Bedingung, dass er am Ersten Kreuzzug teilnahm, in die gregorianische Obödienz aufgenommen. Im Mai 1163 hielt Papst Alexander III. in Tours ein Konzil ab, auf dem er, unter Exkommunikation des Gegenpapstes Viktor IV., als rechtmäßiger Papst anerkannt wurde und die Maßregeln gegen die Katharer erneuert wurden. Die Konzile von 1236 und 1282 behandelten wieder insbesondere Angelegenheiten der Kirchendisziplin. Im September 1510 berief König Ludwig XII. ein Konzil in Tours ein, um die Zustimmung der französischen Prälaten zum Krieg gegen Papst Julius II. zu erhalten. Ein weiteres Konzil fand hier 1583 statt.

### Neuzeit

Gebäude aus dem 16. Jahrhundert an der Place Plumereau

Im 15. und 16. Jahrhundert trugen der Maler Jean Fouquet sowie mehrere Bildhauer, insbesondere Michel Colombe und die Brüder Juste, die alle in Tours wirkten, zur Hebung des Ruhms der Stadt auf dem Gebiet der Bildenden Kunst bei. Bis ins 16. Jahrhundert hinein hielten sich auch Frankreichs König und dessen Hof regelmäßig hier auf. Von der Bedeutung der Stadt in dieser Zeit zeugt der Bau der mächtigen gotischen Kathedrale. In der Renaissance wurden in der Stadt prächtige Paläste erbaut. Tours erlebte einen wirtschaftlichen Aufschwung, nicht zuletzt durch die Förderung der Seidenwarenherstellung seit König Ludwig XI.
Während der Hugenottenkriege litt Tours 1562 unter Gewalttätigkeiten von Protestanten und Katholiken. Am 2. April jenes Jahres bemächtigte sich Louis I. de Bourbon der Stadt, worauf es zu einer Plünderung der Kirchenschätze und ikonoklastischen Aktionen kam. Bereits am 10. Juli 1562 eroberte Marschall Saint-André Tours für die Katholiken zurück, und im folgenden September und Oktober wurden gefangene Hugenotten grausam ermordet. Als nach der auf Anstiften König Heinrichs III. erfolgten Ermordung der Brüder Henri und Louis de Guise (23./24. Dezember 1588) ein offener Kampf ausbrach, begab sich Heinrich III. nach Tours, verlegte das Parlement de Paris und die Rechnungskammer hierher und schloss am 30. April 1589 im Schloss Plessis-lès-Tours einen Pakt mit dem Hugenottenführer Heinrich von Navarra. Kurz darauf griff Charles II. de Lorraine Tours an und nahm die Vorstadt Saint-Symphorien ein, musste aber beim Anrücken des Königs von Navarra am 8. Mai 1589 wieder abziehen. Nach der Ermordung Heinrichs III. am 2. August 1589 wurde der König von Navarra als Heinrich IV. neuer französischer König, hielt am 21. November jenes Jahres seinen feierlichen Einzug in Tours und verlegte das Parlement und die Rechnungskammer am 24. März 1594 wieder nach Paris zurück.
Das 1598 erlassene Edikt von Nantes stellte den Religionsfrieden definitiv wieder her. 1621 entstand in Tours anlässlich der Beerdigung des Protestanten Martin Lenoir ein Aufruhr, und König Ludwig XIII. musste persönlich die Ordnung wiederherstellen. Die von der Seidenweberei dominierte Industrie der Stadt wurde durch die unter Ludwig XIV. verfügte Aufhebung des Edikts von Nantes (1685) und der Flucht der Hugenotten ins Ausland schwer in Mitleidenschaft gezogen. 1772 wurde die städtische Münzstätte, die Livres aus Tours (librae Turonenses) prägte, geschlossen. 1775 wurde Tours an die königliche Überlandstraße Route d'Espagne angeschlossen. Während der Französischen Revolution diente die Stadt als Basis für Operationen der Republikaner gegen die Aufständischen der Vendée.

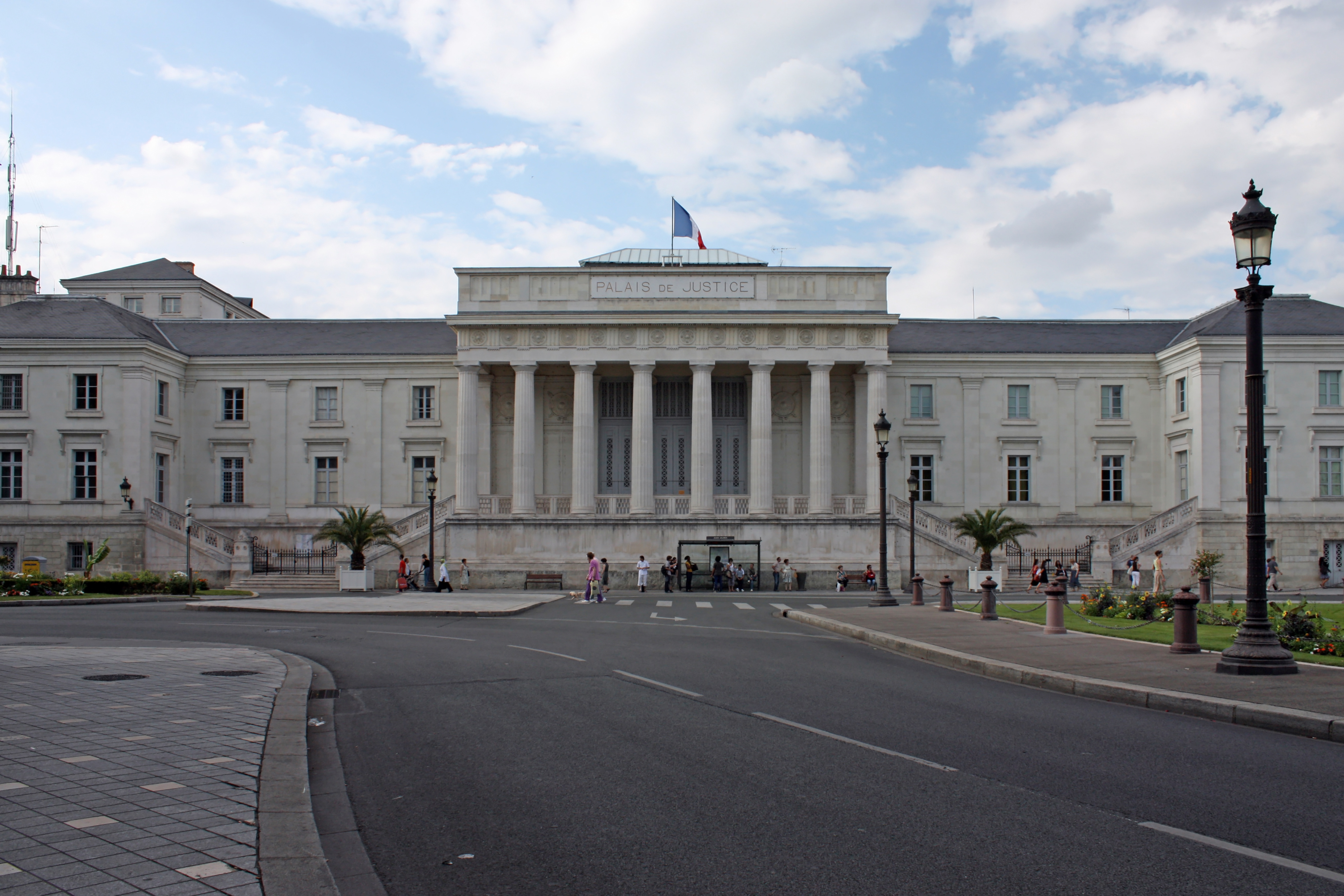
Justizpalast Palais de justice von 1844

1845 erhielt Tours einen Eisenbahnanschluss, der die industrielle Entwicklung der Stadt beschleunigte. 1896 war der von Victor Laloux entworfene Bahnhof fertig. Es dominierten Lebensmittelverarbeitung, Handel, Tourismus, Textilindustrie, Lederverarbeitung und die Druckerei. Wo zuvor Bollwerke und wasserumflutete Bastionen lagen, entstand der Boulevard Béranger mit der heutigen halbrunden Place Jean Jaurès und der Boulevard Heurteloup. Finanziert von der aufsteigenden Bourgeoisie entstanden neue Villenviertel und Parkanlagen, wie der Jardin des Prébendes d'Oé nach den Entwürfen der Brüder Denis und Eugène Bühler von 1872. Für die Bahnarbeiter wurde das Quartier Velpeau errichtet. Der Druckereiunternehmer Alfred Mame ließ für seine Angestellten 1870 eine von Henri Racine entworfene Arbeitersiedlung bauen. Fast sämtliche neuen Stadtviertel waren von der Loire abgewandt. Denn der Bau der Eisenbahn führte zu einem Niedergang der Flussschifffahrt und dem damit verbundenen Gewerbe, so auch auf dem 1809–1841 gebauten Canal de Berry. 1850 wurden 628.000 Tonnen Güter auf der Loire befördert. Diese Zahl sank auf 30.000 im Jahr 1870. Nach 1870 wurde der Personenverkehr auf der Loire und damit nach und nach auch der Bootsbau eingestellt. 1846 und 1856 gab es schwere Hochwasser der Loire.
Während des Deutsch-Französischen Kriegs war Tours vom 11. September bis zum 10. Dezember 1870 Sitz der Delegation der Regierung der nationalen Verteidigung. Am 19. Januar 1871 wurde die Stadt vom preußischen Generalleutnant Julius von Hartmann besetzt, und die deutschen Truppen blieben bis zum 8. März 1871.
1920 wurde auf dem Kongress von Tours die Kommunistische Partei Frankreichs gegründet. Während des Zweiten Weltkriegs wurde die Stadt 1940 von den Deutschen besetzt. Einem dreitägigen Großbrand, der durch deutschen Artilleriebeschuss ausgelöst worden war, fielen erhebliche Teile der Innenstadt zum Opfer. 1944 wurde die Stadt bei alliierten Bombardements, die gegen den strategisch wichtigen Loire-Übergang gerichtet waren, nochmals schwer getroffen. Unter dem gaullistischen Bürgermeister Jean Royer, der 36 Jahre lang amtierte, gelang aber ein behutsamer Wiederaufbau der historischen Innenstadt. Um 1960 entstand das grand ensemble Sanitas. 1964 wurden die Vororte Saint-Symphorien und Sainte-Radegonde eingemeindet. 1973 wurde ein 90 Hektar großes Gebiet im Stadtzentrum unter Denkmalschutz gestellt. Zugleich entstand im Süden, am Ufer des Cher, ein umfangreiches Industriegebiet, während im Jahr 1970 die François-Rabelais-Universität gegründet wurde, deren Campus nicht, wie sonst üblich, am Stadtrand, sondern zentral am Ufer der Loire errichtet wurde. Zuletzt entstand das neue Quartier des 2 Lions im Südwesten des Stadtgebiets.

## Bevölkerungsentwicklung
| Jahr                       | 1962   | 1968    | 1975    | 1982    | 1990    | 1999    | 2011    | 2021    |
| Einwohner                  | 92.944 | 128.120 | 140.686 | 132.209 | 129.509 | 132.820 | 134.633 | 137.658 |
| Quellen: Cassini und INSEE |        |         |         |         |         |         |         |         |

## Sehenswürdigkeiten

### Kirchen
- Kathedrale Saint-Gatien

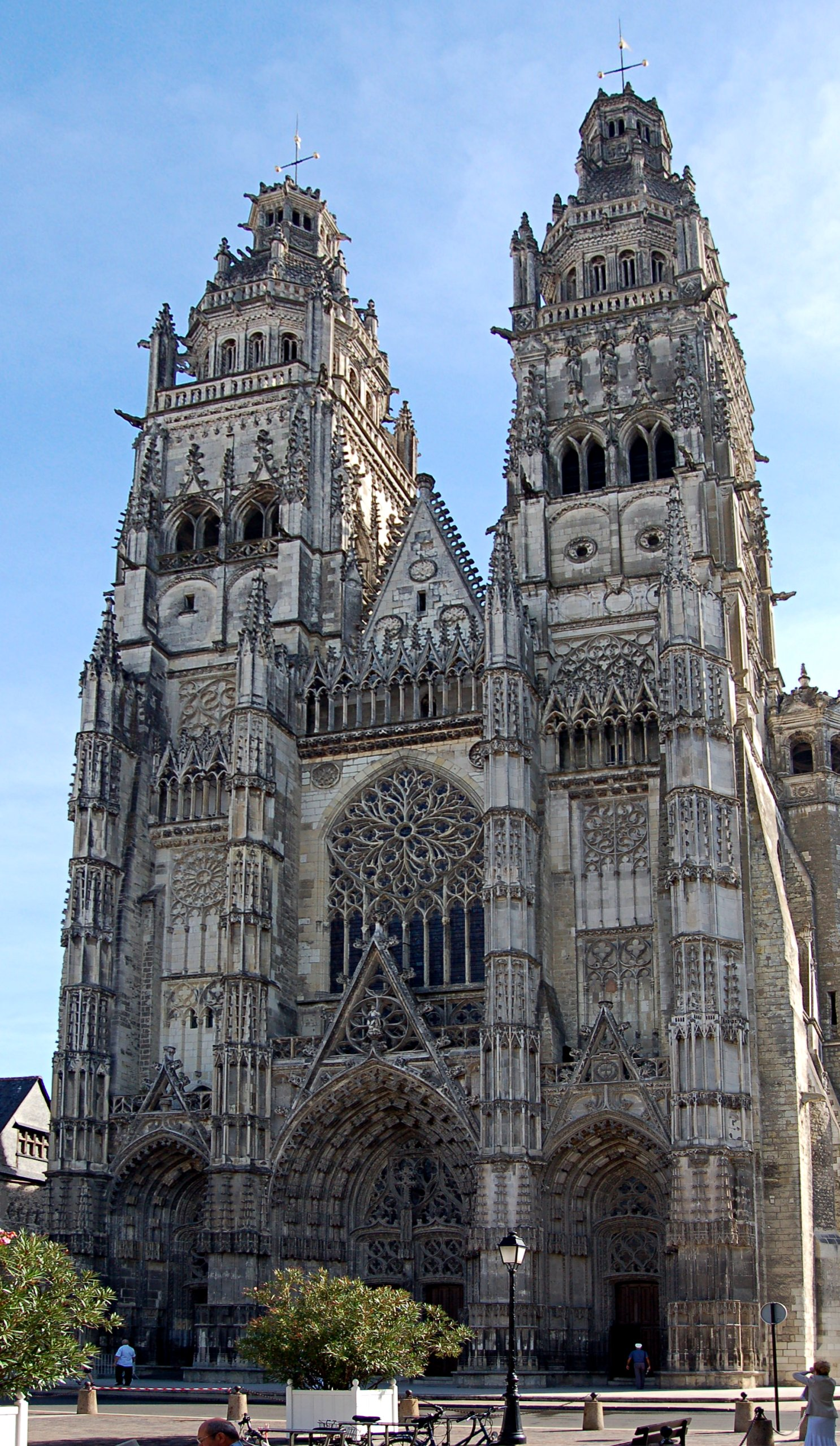
Die Kathedrale Saint-Gatien

- Neue Basilika Saint-Martin mit Grablege des Heiligen Martin
- Abtei-Kirche Saint-Julien
- Kirche Saint Pierre-Ville

### Repräsentativbauten
- Erzbischöfliches Palais, heute Sitz des Museums der Schönen Künste von Tours
- Château de Tour mit dem Musée Grévin
- Ehemaliges Kollegium Saint Martin
- Hôtel Goüin mit dem Museum der Archäologischen Gesellschaft der Touraine
- Kloster La Psalette
- Kloster Marmoutier
- Gebäude der ehemaligen Brüderschaft Saint-Eloi

### Grünflächen
- Botanischer Garten von 1875[1]
- Parkanlage Jardin des Prébendes d'Oé
- Jardin de la Préfecture
- Der See Lac de la Bergeonnerie an der Cher

### Weitere Orte von Interesse
- Römische Mauerreste
- Arbeitersiedlung Cité Mame von 1870[1]
- Le Musée du Compagnonnage
- Synagoge, erbaut 1908

## Politik

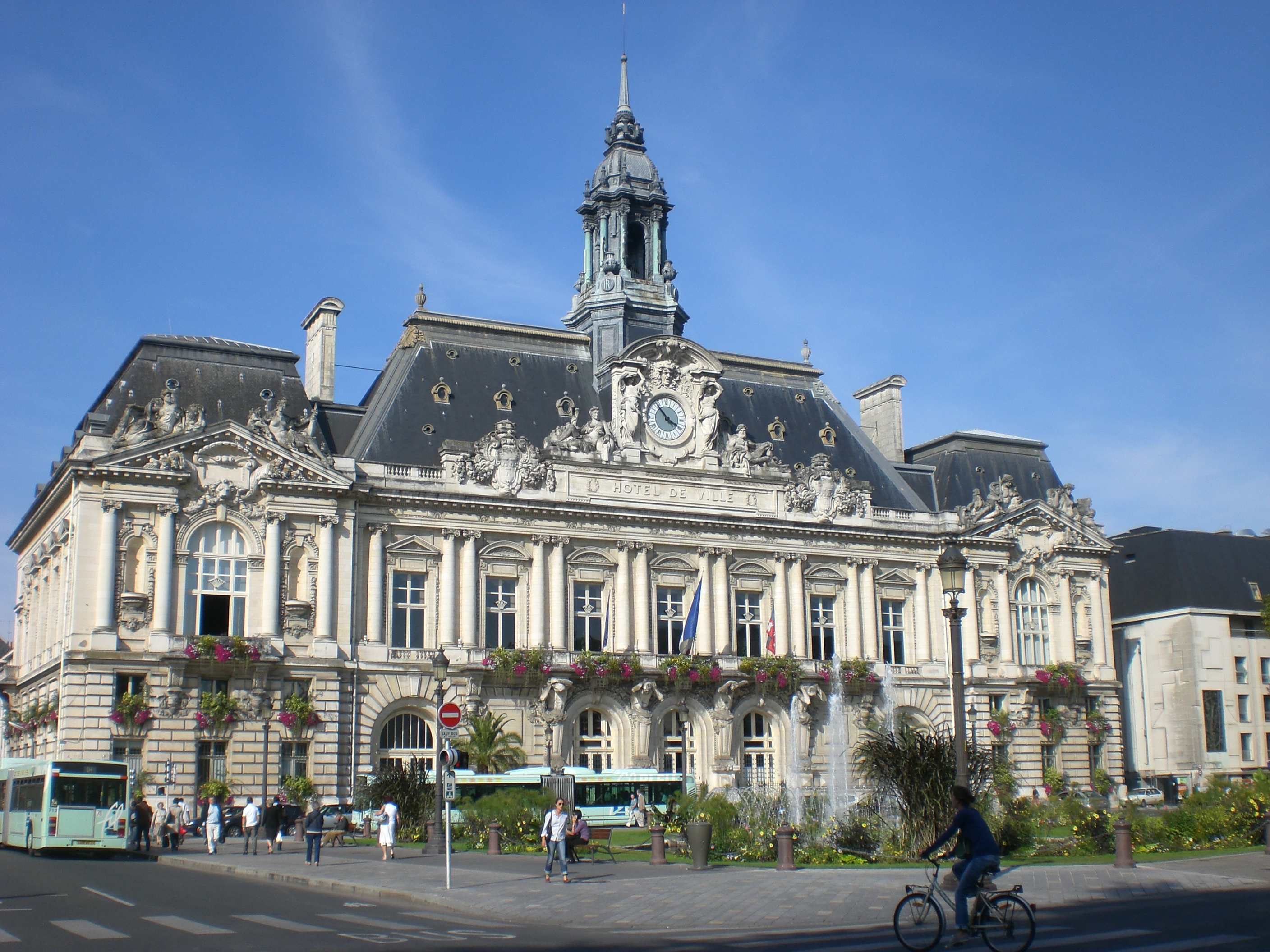
Rathaus Hôtel de Ville, 1896–1904 nach Plänen von Victor Laloux gebaut

Seit 2020 ist Emmanuel Denis von Europe Écologie-Les Verts Bürgermeister der Stadt.
Seine Vorgänger waren Christophe Boucher von der UDI (2017 bis 2020), Serge Babary von Les Républicains (2014 bis 2017), Jean Germain von der Parti socialiste (1995 bis 2014) und der Gaullist Jean Royer (1959 bis 1995).

### Städtepartnerschaften
Tours hat acht Partnerstädte:
| Stadt               | Land                | seit |
| ------------------- | ------------------- | ---- |
| Brașov              | Rumänien            | 1990 |
| Luoyang             | Volksrepublik China | 1982 |
| Minneapolis         | Vereinigte Staaten  | 1991 |
| Mülheim an der Ruhr | Deutschland         | 1962 |
| Parma               | Italien             | 1976 |
| Segovia             | Spanien             | 1972 |
| Springfield         | Vereinigte Staaten  | 1984 |
| Takamatsu           | Japan               | 1988 |
| Trois-Rivières      | Kanada              | 1987 |

Darüber hinaus gibt es Kooperationen mit  Maribor in  Štajerska, Slowenien (seit 1997) und weiteren Städten.

## Wappen
Blasonierung: „Unter blauem Schildhaupt, darin drei goldene heraldische Lilien, in Schwarz drei runde dreizinnige, schwarzgefugte, an der Basis weitere silberne Türme, 2:1 gestellt, mit offenem Tor und roten, fahnenbesetzten Zeltdächern.“
Obwohl der Name Tours etymologisch nichts mit französisch tours (Türme) zu tun hat, handelt es sich hierbei doch um ein sprechendes Wappen, da es durch die Turm-Symbole den Namen Tours verrät.

## Wirtschaft
Die Wirtschaft der Agglomeration Tours ist diversifiziert, mit zahlreichen mittleren und größeren Betrieben in Industrie und Dienstleistungen, größter Einzelbetrieb ist das Universitätskrankenhaus.
Die Touraine, die Region um Tours, ist bekannt für ihre Weine. Das bekannteste Anbaugebiet der Touraine ist Vouvray, das direkt vor den Toren der Stadt Tours liegt.

## Verkehr
Tours hatte von der Vergangenheit bis heute als Loire-Übergang schon immer eine große verkehrstechnische Bedeutung.
Es besteht eine Autobahnanbindung über die A 10 (Paris–Bordeaux), die A 85 (Tours–Angers) und die A 28 (Tours–Le Mans).

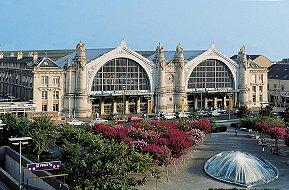
Bahnhof von 1896

Der Hauptbahnhof Tours ist ein Kopfbahnhof mit Anschluss an das TGV-Netz. Hier zweigt die Strecke nach Saint-Nazaire von der Bahnstrecke Paris–Bordeaux ab. Züge von Paris über Tours in Richtung Bordeaux halten allerdings im etwa fünf Kilometer von Tours-Mitte entfernten Bahnhof von Saint-Pierre-des-Corps, der 1990 zum Fernverkehrsbahnhof umgebaut wurde. Daneben bestehen Direktverbindungen im Regionalverkehr nach Le Mans und Bourges. Sechs Kilometer nordöstlich der Loire befindet sich der Flughafen der Stadt.
Seit September 2013 durchfährt eine Straßenbahnlinie die Stadt in Nord-Süd-Richtung. Schon von 1900 bis 1949 verkehrte eine Straßenbahn, die jedoch zugunsten von Busverkehr aufgegeben wurde.

## Bildung und Kultur
Die Universität von Tours heißt Université François-Rabelais.
Zwei international bekannte private Lehrinstitute für die französische Sprache sind in der Stadt beheimatet, darunter das Institut de Touraine, dessen Hauptsitz sich im Hôtel Torterue befindet. Das renommierte Institut wurde nach dessen Tätigkeit am Lycée Descartes 1912 vom Geschichts- und Geographielehrer Edmond Sourdillon gegründet.
Tours besitzt eine Oper und ein Symphonieorchester, außerdem gibt es mehrere kleinere Bühnen und ein Museum der Schönen Künste.
Das Kongress-Zentrum Léonard de Vinci – Centre International de Congrès hat Platz für 2000 Besucher.
Die Stadt beherbergt auch eine Business School, École supérieure de commerce et management und eine Ingenieurschule, die École polytechnique de l’université de Tours.

## Persönlichkeiten

### Bischöfe und Heilige
- Gatianus von Tours (ca. 249–301)
- Martin von Tours (ca. 371–397)
- Brictius von Tours (ca. 397–443)
- Eustochius von Tours (ca. 443–460)
- Perpetuus von Tours (ca. 460–490)
- Volusianus von Tours (ca. 491–498)
- Euphronius von Tours (ca. 503–573)
- Gregor von Tours (573–594)

### Söhne und Töchter der Stadt

#### Geboren vor dem 20. Jahrhundert
- Anfang des 11. Jahrhunderts: Berengar von Tours, Theologe († 1088)
- um 1420: Jean Fouquet, Maler († 1478/81)
- 1434: Jolande von Frankreich, Tochter Königs Karl VII. von Frankreich († 1478)
- um 1445: Jacques de Beaune, Finanzpolitiker, Baron de Semblançay († 1527)
- um 1445: Guillaume Briçonnet, Kardinal und Erzbischof von Narbonne († 1514)
- 1457: Jean Bourdichon, Maler und Illuminator von Handschriften († 1521)
- 1502: Victor Brodeau, Dichter († 1540)
- 1510: François Clouet, Maler († 1572)
- 1591: Jacques Dupuy, Humanist und Bibliothekar († 1656)
- 1593: Claude Vignon, Maler des Barocks († 1670)
- 1599: Marie de l’Incarnation (bürgerlich: Guyart), Nonne, Mystikerin und Missionarin († 1672)
- um 1604: Abraham Bosse, Kupferstecher und Radierer († 1676)
- 1621: René Rapin, Jesuit und Philologe († 1687)
- 1680: Philippe Néricault Destouches, Lustspieldichter († 1754)
- 1682: Ursin Durand, Benediktiner und Historiker († 1771)
- 1683: Jean-Baptiste de Grécourt, Dichter († 1743)
- 1686: Jacques Hardion, Historiker, Übersetzer und königlicher Bibliothekar († 1766)
- 1686: Julien Le Roy, Uhrmacher († 1759)
- 1730: Louis Dutens, Schriftsteller († 1812)
- 1754: Jean-Baptiste Meusnier de la Place, Mathematiker und General († 1793)
- 1758: Armand Samuel de Marescot, Ingenieuroffizier (Génie militaire) († 1832)
- 1765: Joseph-Michel Dutens, Bauingenieur und Nationalökonom († 1848)
- 1792: Philippe Musard, Violinist, Dirigent und Komponist († 1859)
- 1795: Gabriel Lamé, Mathematiker und Physiker († 1870)
- 1799: Honoré de Balzac, Schriftsteller († 1850)
- 1801: Félix Dujardin, Naturforscher, Geologe und Zoologe († 1860)
- 1801: Armand Trousseau, Internist († 1867)
- 1805: Adolphe Delattre, Ornithologe und Künstler († 1854)
- 1815: Ernest Goüin, Maschinenbau- und Bauingenieur und Unternehmer († 1885)
- 1815: Jules Moinaux, Librettist († 1896)
- 1824: Jules Haime, Zoologe, Paläontologe und Geologe († 1856)
- 1830: Paul Duboy, Bildhauer († 1886)
- 1843: Émile Delahaye, Unternehmer, Automobilpionier und Gründer der Automarke Delahaye († 1905)
- 1845: Auguste Brachet, Romanist († 1898)
- 1850: Victor-Alexandre-Frédéric Laloux, Architekt (Gare d’Orsay) († 1937)
- 1850: Louis Muraton, Maler († 1901)
- 1853: René du Coudray de La Blanchère, Klassischer Archäologe († 1896)
- 1858: Maurice Couette, Physiker († 1943)
- 1858: Georges Courteline, Romancier und Dramaturg († 1929)
- 1873: Alphonse Baugé, Radrennfahrer († 1938)
- 1874: Elisabeth Sonrel, Malerin der Art Nouveau († 1953)
- 1880: Marcel Gaumont, Bildhauer († 1962)
- 1881: Eugène Flaud, Automobilrennfahrer († 1950)
- 1883: Émile Vacher, Musiker († 1969)
- 1887: Albert Ouriou, Automobilrennfahrer († 1955)
- 1904: Robert Poirier, Flieger, Résistancekämpfer und Automobilrennfahrer († 1949)
- 1897: Yves Lejarre, Eisenbahner, Widerstandskämpfer gegen das NS-Regime und Häftling im KZ Dachau († 1945)
- 1899: Bernard Hardion, Diplomat († 1986)

#### Geboren im 20. Jahrhundert
- 1902: Henri Deglane, Ringer und Olympiasieger von 1924 († 1975)
- 1903: Guy Paquinet, Jazz-Posaunist und Bandleader († 1981)
- 1905: Paul Nizan, Schriftsteller († 1940)
- 1906: Louis Parrot, Lyriker, Essayist, Journalist und Übersetzer († 1948)
- 1907: Dora Maar (Henriette Theodora Markovitch), Fotografin und Malerin († 1997)
- 1911: Henry Lemarié, Buchillustrator († 1991)
- 1917: René Laurentin, Theologe und Mariologe († 2017)
- 1923: Yves Bonnefoy, Lyriker, Autor, Übersetzer und Hochschullehrer († 2016)
- 1925: James Coignard, Maler und Graphiker († 2008)
- 1927: Paul Guers (Paul Jacques Dutron), Schauspieler
- 1938: Michel Pêcheux, Linguist und Philosoph († 1983)
- 1940: Philippe Lacoue-Labarthe, Philosoph, Literaturkritiker und Übersetzer († 2007)
- 1943: Jean-Louis Bruguière, oberster französischer Ermittlungsrichter und Vizepräsident des Tribunal de Grande Instance in Paris
- 1943: Hans-Günther Kaufmann, deutscher Fotograf
- 1947: Sébastien Balibar, Physiker
- 1949: Jean-Marc Lelong, Comiczeichner († 2004)
- 1950: Philippe Briand, Politiker (Les Républicains)
- 1951: Jacques Villeret, Schauspieler († 2005)
- 1952: Dominique Bussereau, Politiker
- 1954: Yves Ker Ambrun, bekannt als YKA, Comiczeichner († 2017)
- 1960: Olivier de Germay, Erzbischof von Lyon
- 1960: Pascal Guimier, Journalist
- 1960: Jean-Christophe Maillot, Tänzer und Choreograph
- 1962: Luc Delahaye, Fotograf
- 1963: Catherine Poirot, Schwimmerin
- 1964: Stéphane Audeguy, Schriftsteller, Literaturwissenschaftler und Lehrer
- 1964: Catherine Bernstein, Dokumentarfilmerin
- 1964: Pascal Hervé, Radrennfahrer († 2024)
- 1967: Laurent Mauvignier, Schriftsteller
- 1968: Christophe Bordeau, Schwimmer
- 1968: Xavier Gravelaine, Fußballspieler
- 1969: Frédéric Magné, Radsportler
- 1970: Laurent Itti, Forscher und Professor für Informatik, Psychologie und Neurowissenschaft
- 1972: Luz (Rénald Luzier), Karikaturist, Cartoonist und Comiczeichner
- 1973: Nâdiya (Nadia Zighem), Sängerin
- 1974: Rubin Steiner (Frédérick Landier), Musiker und DJ
- 1976: Nicolas Lemonne, Handballspieler
- 1977: Jean-Sébastien Jaurès, Fußballspieler
- 1979: Isabelle Stoehr, Squashspielerin
- 1980: Zaz (Isabelle Geffroy), Sängerin
- 1982: Wilfried Dalmat, Fußballspieler
- 1983: Cyril Lemoine, Radrennfahrer
- 1983: Jérémy Roy, Radrennfahrer
- 1984: Ben l’Oncle Soul (Benjamin Duterde), Musiker
- 1985: Mélanie Bernier, Schauspielerin
- 1986: Josselin Ouanna, Tennisspieler
- 1988: Yohan Tavares, Fußballspieler
- 1989: Wilfried Cailleau, Nordischer Kombinierer
- 1989: Mathilde Panot, Politikerin
- 1991: Pierre-Étienne Lemaire, Fußballspieler
- 1996: Abdou Diallo, Fußballspieler
- 1998: Mickaël Nanizayamo, Fußballspieler
- 2000: Sofiane Diop, Fußballspieler

#### Geboren im 21. Jahrhundert
- 2003: Félix Lemaréchal, französisch-ivorischer Fußballspieler
- 2004: Edan Diop, französisch-senegalesischer Fußballspieler
- 2004: Thibaud Gruel, Radrennfahrer
- 2005: Adame Faïz, französisch-algerischer Fußballspieler

## Klimatabelle
|                       | Jan  | Feb  | Mär  | Apr  | Mai  | Jun  | Jul  | Aug  | Sep  | Okt  | Nov  | Dez  |   |       |
| Mittl. Tagesmax. (°C) | 6,9  | 8,2  | 11,3 | 14,3 | 18,1 | 21,7 | 24,6 | 24,3 | 21,4 | 16,7 | 10,5 | 7,4  | ⌀ | 15,5  |
| Mittl. Tagesmin. (°C) | 1,6  | 2,0  | 3,3  | 5,0  | 8,4  | 11,4 | 13,1 | 12,9 | 10,8 | 7,9  | 3,8  | 2,3  | ⌀ | 6,9   |
|                       |      |      |      |      |      |      |      |      |      |      |      |      |   |       |
| Niederschlag (mm)     | 63,3 | 61,6 | 54,3 | 51,4 | 67,5 | 47,5 | 53,0 | 40,9 | 54,3 | 61,0 | 63,0 | 65,9 | Σ | 683,7 |
|                       |      |      |      |      |      |      |      |      |      |      |      |      |   |       |
| Sonnenstunden (h/d)   | 2,0  | 3,1  | 4,5  | 6,0  | 6,5  | 7,7  | 8,3  | 7,6  | 6,2  | 4,2  | 2,7  | 1,7  | ⌀ | 5     |
|                       |      |      |      |      |      |      |      |      |      |      |      |      |   |       |
| Regentage (d)         | 12   | 11   | 11   | 9    | 11   | 7    | 7    | 7    | 8    | 9    | 10   | 12   | Σ | 114   |
|                       |      |      |      |      |      |      |      |      |      |      |      |      |   |       |
| Luftfeuchtigkeit (%)  | 87   | 84   | 79   | 74   | 77   | 75   | 72   | 73   | 77   | 84   | 87   | 89   | ⌀ | 79,8  |

| 1,6 |

| 2,0 |

| 3,3 |

| 5,0 |

| 8,4 |

| 11,4 |

| 13,1 |

| 12,9 |

| 10,8 |

| 7,9 |

| 3,8 |

| 2,3 |

| 1,6 |

| 2,0 |

| 3,3 |

| 5,0 |

| 8,4 |

| 11,4 |

| 13,1 |

| 12,9 |

| 10,8 |

| 7,9 |

| 3,8 |

| 2,3 |